# جون هولاند (راكب الكنو)
جون هولاند (بالإنجليزية: John Holland)‏ هو راكب الكنو أمريكي، ولد في 18 أغسطس 1952.

## وصلات خارجية
- جون هولاند على موقع أوليمبيديا (الإنجليزية)